# Graptomyza aurea
Graptomyza aurea är en tvåvingeart som beskrevs av Mario Bezzi 1915. Graptomyza aurea ingår i släktet Graptomyza och familjen blomflugor. Inga underarter finns listade i Catalogue of Life.